# Papa Clemente IX
Papa Clemente IX, in latino Clemens PP. IX, nato Giulio Rospigliosi (Pistoia, 27 gennaio 1600 – Roma, 9 dicembre 1669), è stato il 238º papa della Chiesa cattolica dal 1667 alla sua morte.
Data la brevità del suo pontificato, Clemente IX non poté incidere nella politica pontificia, tuttavia, il suo periodo presso la Curia romana fu molto fecondo. Giulio Rospigliosi viene ricordato anche per la sua opera di librettista e per il suo contributo nella determinazione dei gusti e degli orientamenti del melodramma romano del Seicento.

## Biografia
Giulio Rospigliosi nacque a Pistoia dal nobile Girolamo Rospigliosi e da Maria Caterina Rospigliosi, primo di quattro figli. La famiglia Rospigliosi, proveniente da Pistoia e di antiche origini lombarde, inserita nel patriziato cittadino, era imparentata con le più importanti famiglie locali (tra cui Panciatichi, Cellesi, Sozzifanti e Banchieri). Giulio iniziò a studiare nella città natia dove, non ancora quattordicenne, ricevette la tonsura e gli ordini minori dal vescovo Alessandro del Caccia. Il 14 marzo 1614 si trasferì al Seminario di Roma. Frequentò le lezioni del Collegio Romano retto dai Gesuiti; ebbe come precettori personaggi del calibro di Tarquinio Galluzzi, Famiano Strada, Alessandro Donati, Bernardino Castelli e Bernardino Stefonio. Si iscrisse quindi all'Università di Pisa (1618), dove si laureò in teologia, in filosofia e in utroque iure (1623). Fu membro dell'Accademia degli Svegliati.
Nel 1624 tornò a Roma ed entrò al servizio del cardinale Antonio Barberini, fratello di Urbano VIII. Una volta entrato al servizio del nobile cardinale, i suoi rapporti con questa famiglia compresero il Papa, i cardinali Antonio Barberini iuniore e Francesco Barberini ed il prefetto di Roma, Taddeo Barberini. Da questi personaggi, il futuro papa imparò le regole della vita di Curia ed imparò a conoscere i problemi della politica europea.

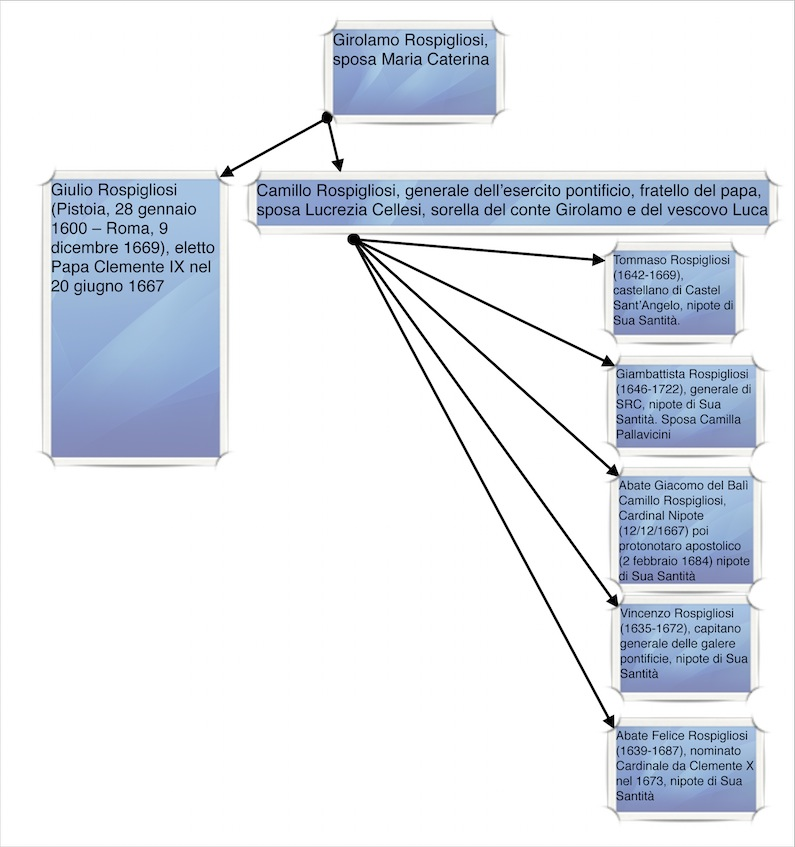
Genealogia parziale della famiglia Rospigliosi.

In questo periodo Giulio Rospigliosi divenne uno degli autori più in vista del teatro musicale romano. Fu autore, infatti, dei libretti, in versi, dei seguenti melodrammi: Sant'Alessio; Erminia sul Giordano (ispirata alla Gerusalemme liberata); Didimo e Teodora (ispirato alla vita dei due santi martirizzati nel IV secolo); Egisto o Chi soffre speri.
Grazie, anche, alla vicinanza con Urbano VIII Barberini, Giulio Rospigliosi iniziò a scalare tutti i gradini della carriera curiale, fino alla nomina a nunzio apostolico in Spagna. Il successore di Urbano VIII, Innocenzo X (1644-1655), fu invece uno strenuo avversario della famiglia Barberini. Giulio Rospigliosi quindi non si mosse da Madrid in attesa degli eventi.
Tornato a Roma nel 1653, iniziò a pensare di ritirarsi nella sua Pistoia, ma nel 1655 l'elezione di Alessandro VII determinò una svolta nella sua carriera. Ottenne il prestigioso incarico di Cardinale segretario di Stato e, nel concistoro del 9 aprile 1657, fu creato cardinale presbitero. Nel suo nuovo incarico si guadagnò la stima e la benevolenza sia della Curia sia della Francia (la stima spagnola se l'era guadagnata nel periodo di nunziatura).
Con il ritorno a Roma dei Barberini, che nel frattempo erano stati perdonati, Rospigliosi tornò ad occuparsi di librettistica e fece debuttare nuove opere (sia sacre che profane), scegliendo personalmente i compositori cui affidarle. Durante il suo soggiorno spagnolo, durato quasi 10 anni, era venuto in contatto con l'operistica locale. Nella seconda parte della sua carriera operistica apportò una svolta radicale alla librettistica e introdusse, nel teatro musicale italiano, innovazioni apportate nel Siglo de Oro dall'altro versante dei Pirenei:
- Dal male il bene (1654);
- La vita umana (1655);
- Le armi e gli amori (1656).

### Cronologia incarichi
- 1632: è dapprima referendario dei Tribunali della Segnatura Apostolica, poi è segretario della Congregazione dei Riti;
- 24 dicembre 1636: è canonico della Basilica di Santa Maria Maggiore (poi diventerà vicario);
- È giudice a latere della legazione di Avignone (in Francia);
- 1641-1643: è segretario per i brevi ai principi;
- 4 gennaio 1643: è sigillatore della Penitenzieria Apostolica;
- 14 marzo 1644 – 9 aprile 1657: è nominato arcivescovo titolare dell'Arcidiocesi di Tarso (consacrato vescovo il 29 marzo 1644, martedì santo, nella cappella vaticana di Pio V, da Antonio Barberini, assistito da Celso Zani, già vescovo di Città della Pieve e da Giovanni Battista Scanaroli, vescovo di Sidone);
- 14 luglio 1644 – gennaio 1653: è nunzio apostolico in Spagna;
- 1653-1655: richiamato nella Curia romana, è canonico della Basilica di Santa Maria Maggiore;
- 8 gennaio – 15 aprile 1655: è temporaneamente governatore di Roma;
- 15 aprile 1655 – 22 maggio 1667: è Cardinale segretario di Stato;
- 9 aprile 1657: è creato cardinale presbitero; il 23 aprile riceve il titolo di San Sisto;
- 20 giugno 1667: viene eletto romano pontefice.

### Opere

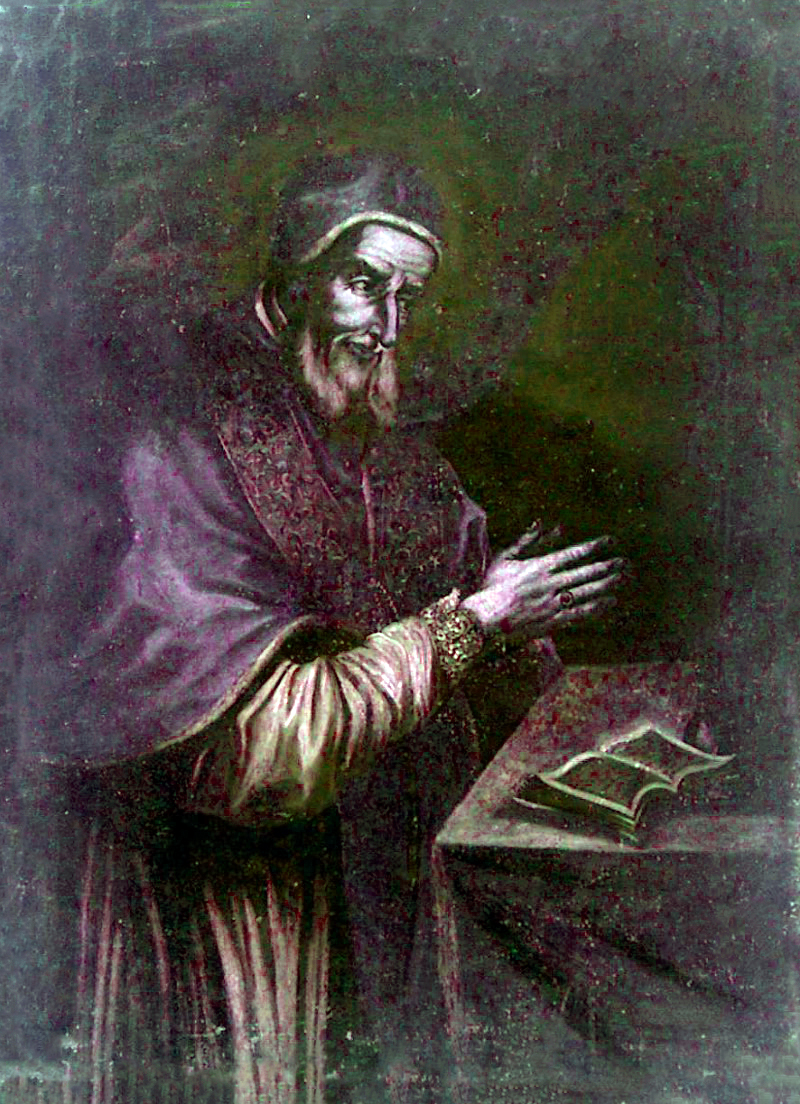
Papa Clemente IX in preghiera

I libretti di Giulio Rospigliosi, ad eccezione del Chi soffre speri (Roma 1639, Stamperia della Reverenda Camera apostolica), sono tutti inediti e si ricavano dalle partiture.
Melodrammi
- Il Sant'Alessio (musica di Stefano Landi, scenografie di Gian Lorenzo Bernini, debuttò l'8 marzo 1631[6]);
- Erminia sul Giordano (ispirata alla Gerusalemme liberata, debuttò a Palazzo Barberini nel 1633);
- Didimo e Teodora (1635);
- Egisto o Chi soffre speri (andato in scena nel 1637 anch'esso a Palazzo Barberini, fu una delle prime commedie musicali del teatro italiano);
- Il San Bonifazio (1638);
- La Genoinda (1641);
- Il palazzo incantato d'Atalante (1642);
- Il Sant'Eustachio (1643);
- Dal male il bene (1654, prima opera lirica di argomento comico e caratterizzata dall'uso del recitativo secco);
- La vita humana (1655);
- L'armi e gli amori (1656);
- La comica del Cielo.

Drammi
- La Datira;
- L'Adrasto (attribuzione);
- La Sofronia.

Prose
- Chori militares;
- [Discorso] dello scorruccio;
- Discorso sull'"Elettione".

Oratori
- Isacco e Gioseffo

Cantate
- Il Lamento d'Arione

### Il conclave del 1667
Il conclave si aprì il 2 giugno con 61 cardinali, raggiunti, in seguito, da ulteriori tre. Si concluse il 20 giugno con la partecipazione di 64 cardinali.

Dal conclave uscì papa Giulio Rospigliosi. Non fu estranea alla sua elezione l'opera del gruppo dei cardinali “liberi” (il cosiddetto Squadrone volante), guidato da Decio Azzolino.

Il nuovo pontefice fu incoronato il 26 giugno nella basilica patriarcale Vaticana dal protodiacono Rinaldo d'Este.

Scelse il seguente motto: aliis non sibi clemens ('Clemente con gli altri, ma non con se stesso').

## Il pontificato
- Segretario di Stato: Decio Azzolino (1667-1669)
- Vice-Cancelliere: Francesco Barberini (1632-1679)
- Camera Apostolica:
  - Camerlengo: Antonio Barberini (1638-1671)
  - Tesoriere: Bonaccorso Bonaccorsi (1664-1669); Girolamo Gastaldi (1669-1673)
- Congregazioni
  - Inquisizione: Francesco Barberini (1633-1679)
  - Indice: ...
  - Concilio: Angelo Celsi (1664-1671)
  - Vescovi: Marzio Ginetti (1635-1671)
  - Consulta: ...
- Tribunali della Curia
  - Penitenziere Maggiore: Niccolò Albergati Ludovisi (1650-1687)
  - Prefetto della Segnatura Apostolica: Giacomo Rospigliosi (1667-1684)
  - Decani della Rota Romana: Carlo Cerri (1657-1669)
- Vicario per la diocesi di Roma: Marzio Ginetti (1629-1671)

### Rapporti con le istituzioni della Chiesa
- Con il motu proprio Nos volentes (2 agosto 1667) ribadì i privilegi dei membri del Sacro collegio. Altre disposizioni furono date nel motu proprio Cum a prima (28 febbraio 1668);
- Con la bolla Romanus Pontifex del 6 dicembre 1668 soppresse la Congregazione dei Canonici di San Giorgio in Alga, degli Eremiti di San Girolamo di Fiesole e quella maschile dei Gesuati di Pistoia, a causa della rilassatezza dei costumi. La congregazione maschile dei Gesuati, fondata dal beato Giovanni Colombini, lasciando attiva la Congregazione femminile, venne sacrificata per non confondersi con il crescente ordine di sant'Ignazio di Loyola.

Approvazioni pontificie
- Con bolla del 27 luglio 1668 riconobbe l'istituzione dell'Ordine della Croce stellata, ordine cavalleresco femminile fondato nell'ambito dell'Impero austriaco;
- Con il breve In ipsis pontificatus nostri primordiis (6 luglio 1669) il pontefice istituì la Congregazione per le indulgenze e le sacre reliquie;
- Con un breve del 1667 il pontefice sancì l'autonomia, giuridica e spirituale, delle quattro congregazioni eremitiche camaldolesi[7];
- Il pontefice approvò le Costituzioni della Congregazione degli eremiti camaldolesi di Monte Corona (15 ottobre 1669)[8]
- Ripristinò integralmente l'Ordine dei Piaristi con i voti solenni (breve Iniuncti nobis, 23 ottobre 1669).
- Stabilì l'appartenenza della missione cattolica del Siam (fondata dalla Società per le missioni estere di Parigi) alla giurisdizione del vicariato apostolico di Nanchino (breve Cum civitas Iuthia del 4 giugno 1669).

### Decisioni generali ecclesiastiche
- Il 4 febbraio 1669 Clemente IX indisse un giubileo straordinario per la Francia e per invocare l'aiuto di Dio contro i Turchi (costituzione apostolica In hoc). Il 6 maggio 1669 proclamò un nuovo giubileo straordinario per invocare l'aiuto di Dio in difesa della Repubblica di Ragusa contro i Turchi.
- Il 17 luglio 1669 pubblicò la bolla Sollicitudo con la quale comminava la scomunica ai missionari che si dedicassero ad attività commerciali.

### Decisioni in materia dottrinale
Giansenismo
Il predecessore Alessandro VII aveva chiesto ai vescovi francesi di sottoscrivere una Formula di condanna pontificia delle proposizioni contenute nell'Augustinus di Giansenio. Tutti la firmarono tranne cinque episcopi. Alessandro VII voleva obbligarli ad accettare, ma Clemente IX, su suggerimento del nunzio apostolico in Francia, cardinale Pietro Bargellini, decise di adottare una linea moderata. Si arrivò ad un compromesso con l'episcopato francese: la sottoscrizione del Formulario rimaneva obbligatoria, ma era consentito mantenere un “silenzio deferente sulle questioni di fatto” (detto anche “silenzio ossequioso”). Nel 1668 Clemente IX proclamò la fine del dissidio e la raggiunta “Pace della Chiesa”. I cinque vescovi dissenzienti sottoscrissero la Formula, esprimendo tuttavia la loro vera convinzione a voce e in un protocollo segreto. Clemente IX si ritenne soddisfatto della dichiarazione ufficiale e pubblicò la bolla Venerabilis Frater (19 gennaio 1669), conosciuta come Pax Clementina.

### Decisioni in materia liturgica
- Clemente IX diede sviluppo alla liturgia dell'Immacolata stabilendo nel 1667 che la festa dovesse essere celebrata per gli otto giorni seguenti l'8 dicembre (ottava)[12].
- Il predecessore Alessandro VII aveva fatto alcune concessioni ai missionari gesuiti relativamente ai riti cinesi. Clemente IX revocò tali concessioni (20 novembre 1669).
- Il pontefice esortò i fedeli armeni che erano entrati in comunione con Roma ad abbandonare il rito armeno per passare al rito latino[13].

### Relazioni con i monarchi europei
Francia
Clemente IX riuscì a continuare nella lotta al giansenismo senza pregiudicare i rapporti con la Corona; anzi essi migliorarono apprezzabilmente. Il pontefice promise una contropartita a Luigi XIV, che acconsentì alle nomine dei sacerdoti nei territori di nuova colonizzazione da parte della Santa Sede.
Il pontefice fece dono della rosa d'oro a Maria Teresa d'Asburgo, regina consorte di Francia.
Portogallo
Nel 1666 il re del Portogallo Alfonso VI di Braganza si sposò con Maria Francesca di Savoia-Nemours. Un anno dopo, però, la consorte chiese l'annullamento delle nozze. Nel 1668 Clemente IX sancì la nullità del matrimonio. 

Nello stesso anno 1668 Spagna e Portogallo firmarono il Trattato di Lisbona, che pose fine alla guerra iniziata con la dichiarazione d'indipendenza portoghese del 1640. Per tutti i 28 anni di durata della guerra la Santa Sede aveva rinunciato a nominare nuovi vescovi. Nel 1669 Clemente IX effettuò le prime nomine.

### La guerra contro i Turchi
Dal 1645 la Repubblica di Venezia era in guerra contro l'Impero ottomano. Nel 1650 i Turchi iniziarono l'assedio dell'isola di Creta, ultimo baluardo veneziano nel Mediterraneo orientale. Gli ottomani avevano già conquistato la Moravia e la Slesia, deportando e rivendendo come schiavi almeno 80.000 cristiani.
Il Papa inviò ai veneziani aiuti in denaro, uomini e navi. Inoltre, cercò di comporre i dissidi tra Spagna e Francia in modo da creare un fronte cristiano compatto. La Francia mandò una piccola flotta ed un esercito, mentre la Spagna non rispose all'appello del pontefice. Le due spedizioni militari del 1668 e del 1669, guidate dal nipote del Papa, Vincenzo Rospigliosi, non approdarono a nulla e la fortezza di Candia cadde il 6 settembre 1669. La Santa Sede rinunciò a riscuotere parte del credito concesso a Venezia.

### Governo dello Stato Pontificio
Clemente IX emanò provvedimenti economici e fiscali in favore dei consumi, del commercio e delle manifatture. Abolì la tassa sul macinato (introdotta dal predecessore Alessandro VII), incentivò l'industria lanaria e la libera circolazione delle granaglie. Venne obbligato a far pagare 800 scudi agli Ebrei del ghetto al Ponte dei Quattro capi, lungo il Tevere.

### Mecenatismo
Clemente IX, in controtendenza rispetto ai suoi predecessori, non volle mettere il proprio nome sulla facciata degli edifici che fece erigere o restaurare.
Il pontefice fece erigere a Roma la chiesa di Santa Maria della Visitazione e San Francesco di Sales con annesso monastero per le suore della Visitazione (1669).
Tra il 1667 e il 1669 fece collocare dieci angeli in marmo sul ponte che conduce a Castel Sant'Angelo. Da allora anche il ponte viene chiamato Sant'Angelo.
Fu committente di opere a Claude Lorrain e a Giacinto Gimignani (suo compatriota). Eseguirono il suo ritratto Carlo Maratta (conservato nella Pinacoteca Vaticana) e Giovan Battista Gaulli (conservato nella Galleria Pallavicini).
Nel paese di primitiva origine della sua famiglia, Lamporecchio, fece erigere la Villa Rospigliosi.

## Morte e sepoltura

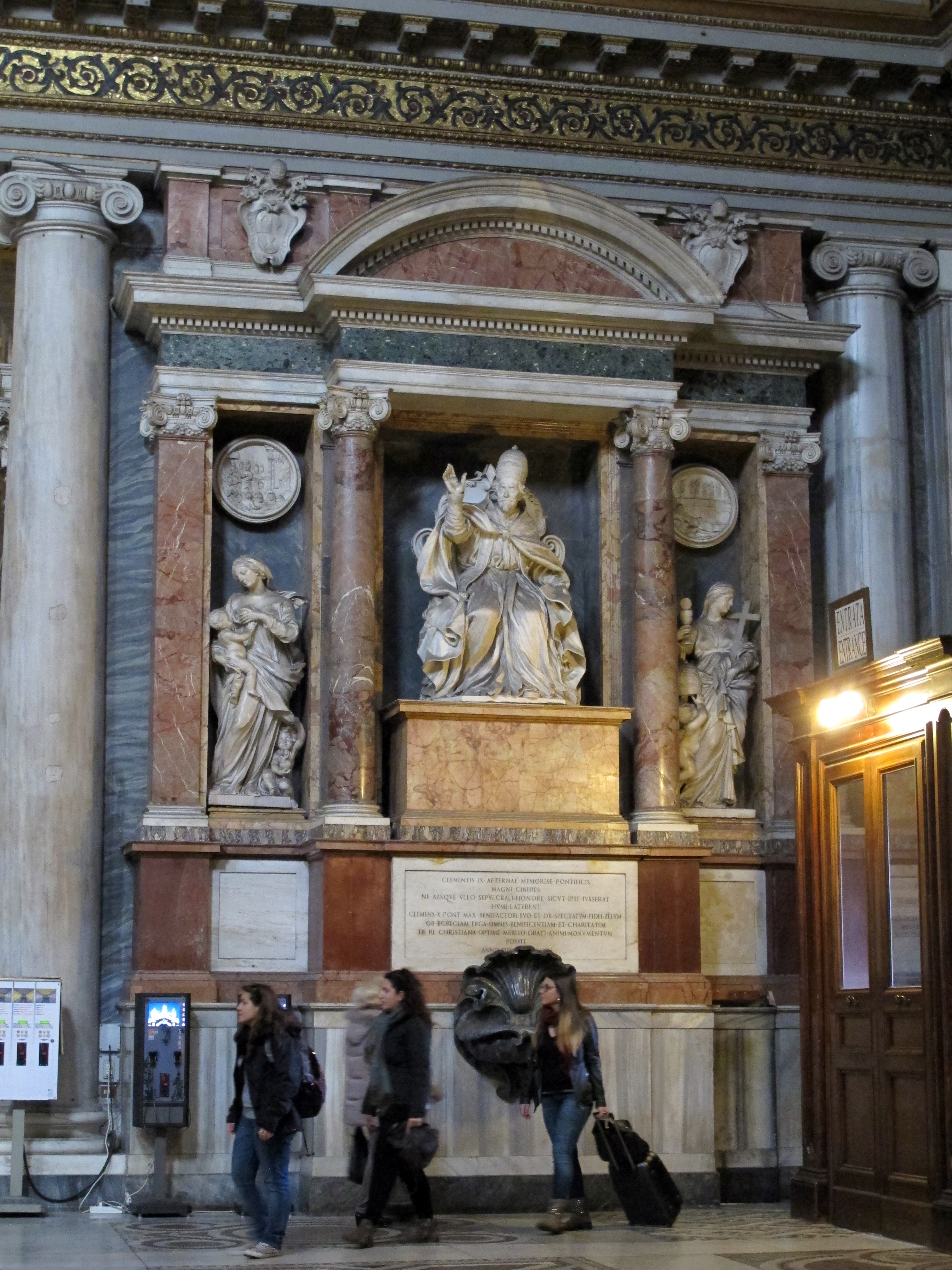
Monumento a Clemente IX in Santa Maria Maggiore, di Carlo Rainaldi con statue di Domenico Guidi (il papa), Cosimo Fancelli (la Fede) ed Ercole Ferrata (la Carità).

Uomo di profonda devozione, Clemente IX visse la sua missione pontificale con il massimo zelo. Fece porre un confessionale in San Pietro; ogni giorno scendeva in basilica per celebrare l'eucaristia. Quotidianamente ospitava alla sua tavola 12 poveri. Faceva spesso visita agli ammalati dell'Ospedale di San Giovanni.
Due volte l'anno si recava al convento domenicano di Santa Sabina per gli esercizi spirituali.
Clemente IX fu colto da un colpo apoplettico nella notte tra il 25 ed il 26 ottobre 1669. L'attacco si ripeté nella notte tra il 28 ed il 29 novembre 1669. La morte sopravvenne il 9 dicembre. Fu sepolto nella basilica di Santa Maria Maggiore a Roma. Il monumento sepolcrale fu progettato da Federigo Manni e realizzato da Carlo Rainaldi.

## Concistori per la creazione di cardinali
Papa Clemente IX durante il suo pontificato ha creato 12 cardinali in tre distinti concistori. Uno tra i cardinali da lui nominati divenne pontefice: non a caso prese il nome di Clemente X.
Clemente IX nominò cardinale il nipote Giacomo (figlio del fratello Camillo) e nominò generale dell'esercito il fratello Camillo Domenico Rospigliosi.

## Beatificazioni e canonizzazioni del pontificato
Clemente IX beatificò due servi di Dio e celebrò due canonizzazioni. Inoltre approvò il culto di Nicola di Flüe, eremita svizzero.

## Genealogia episcopale e successione apostolica
La genealogia episcopale è:
- Cardinale Guillaume d'Estouteville, O.S.B.Clun.
- Papa Sisto IV
- Papa Giulio II
- Cardinale Raffaele Sansone Riario
- Papa Leone X
- Papa Paolo III
- Cardinale Francesco Pisani
- Cardinale Alfonso Gesualdo di Conza
- Papa Clemente VIII
- Cardinale Pietro Aldobrandini
- Cardinale Laudivio Zacchia
- Cardinale Antonio Barberini, O.F.M.Cap.
- Papa Clemente IX

La successione apostolica è:
- Vescovo Juan del Pozo Horta, O.P. (1646)
- Cardinale Carlo Roberti (1658)
- Cardinale Odoardo Vecchiarelli (1660)
- Arcivescovo Giovanni Antonio Melzi (1661)
- Vescovo Federico Martinotti (1661)
- Vescovo Vitaliano Marescano (1661)
- Vescovo Ferdinand von Fürstenberg (1661)
- Patriarca Stefano Ugolini (1666)
- Vescovo Serafino Corio, C.R. (1669)

## Albero genealogico
|                                |                    |                                            | Genitori            |  |  | Nonni |  |  | Bisnonni             |  |  | Trisnonni            |  |
|                                |                    |                                            |                     |  |  |       |  |  | Girolamo Rospigliosi |  |  | Milanese Rospigliosi |  |
|                                |                    |                                            |                     |  |  |       |  |  | Girolamo Rospigliosi |  |  | Milanese Rospigliosi |  |
|                                |                    | Elisabetta Visconti                        |                     |  |  |       |  |  | Girolamo Rospigliosi |  |  |                      |  |
| Alessandro Rospigliosi         |                    |                                            |                     |  |  |       |  |  | Girolamo Rospigliosi |  |  |                      |  |
|                                |                    | Maddalena Montemagni                       | …                   |  |  |       |  |  |                      |  |  |                      |  |
|                                |                    | Maddalena Montemagni                       | …                   |  |  |       |  |  |                      |  |  |                      |  |
|                                |                    | Maddalena Montemagni                       | …                   |  |  |       |  |  |                      |  |  |                      |  |
| Girolamo Rospigliosi           |                    | Maddalena Montemagni                       |                     |  |  |       |  |  |                      |  |  |                      |  |
|                                |                    | Bartolomeo Sozzifanti, patrizio di Pistoia | …                   |  |  |       |  |  |                      |  |  |                      |  |
|                                |                    | Bartolomeo Sozzifanti, patrizio di Pistoia | …                   |  |  |       |  |  |                      |  |  |                      |  |
|                                |                    | Bartolomeo Sozzifanti, patrizio di Pistoia | …                   |  |  |       |  |  |                      |  |  |                      |  |
| Eleonora Sozzifanti            |                    | Bartolomeo Sozzifanti, patrizio di Pistoia |                     |  |  |       |  |  |                      |  |  |                      |  |
|                                |                    | …                                          | …                   |  |  |       |  |  |                      |  |  |                      |  |
|                                |                    | …                                          | …                   |  |  |       |  |  |                      |  |  |                      |  |
|                                |                    | …                                          | …                   |  |  |       |  |  |                      |  |  |                      |  |
| Clemente IX                    |                    | …                                          |                     |  |  |       |  |  |                      |  |  |                      |  |
|                                | Taddeo Rospigliosi | Filippo Rospigliosi                        |                     |  |  |       |  |  |                      |  |  |                      |  |
|                                | Taddeo Rospigliosi | Filippo Rospigliosi                        |                     |  |  |       |  |  |                      |  |  |                      |  |
|                                | Taddeo Rospigliosi | Cassandra Franchini Taviani                |                     |  |  |       |  |  |                      |  |  |                      |  |
| Vincenzo Rospigliosi           | Taddeo Rospigliosi |                                            |                     |  |  |       |  |  |                      |  |  |                      |  |
|                                |                    | Maddalena Panciatichi                      | Stefano Panciatichi |  |  |       |  |  |                      |  |  |                      |  |
|                                |                    | Maddalena Panciatichi                      | Stefano Panciatichi |  |  |       |  |  |                      |  |  |                      |  |
|                                |                    | Maddalena Panciatichi                      | Candida Ambrogi     |  |  |       |  |  |                      |  |  |                      |  |
| Maddalena Caterina Rospigliosi |                    | Maddalena Panciatichi                      |                     |  |  |       |  |  |                      |  |  |                      |  |
|                                |                    | Francesco Donato Panciatichi               | Stefano Panciatichi |  |  |       |  |  |                      |  |  |                      |  |
|                                |                    | Francesco Donato Panciatichi               | Stefano Panciatichi |  |  |       |  |  |                      |  |  |                      |  |
|                                |                    | Francesco Donato Panciatichi               | Candida Ambrogi     |  |  |       |  |  |                      |  |  |                      |  |
| Candida Panciatichi            |                    | Francesco Donato Panciatichi               |                     |  |  |       |  |  |                      |  |  |                      |  |
|                                |                    | Alessandra Bracali                         | …                   |  |  |       |  |  |                      |  |  |                      |  |
|                                |                    | Alessandra Bracali                         | …                   |  |  |       |  |  |                      |  |  |                      |  |
|                                |                    | Alessandra Bracali                         | …                   |  |  |       |  |  |                      |  |  |                      |  |
|                                |                    | Alessandra Bracali                         |                     |  |  |       |  |  |                      |  |  |                      |  |